# Accrochage (mine)
Pour le terme de muséologie, voir Accrochage.

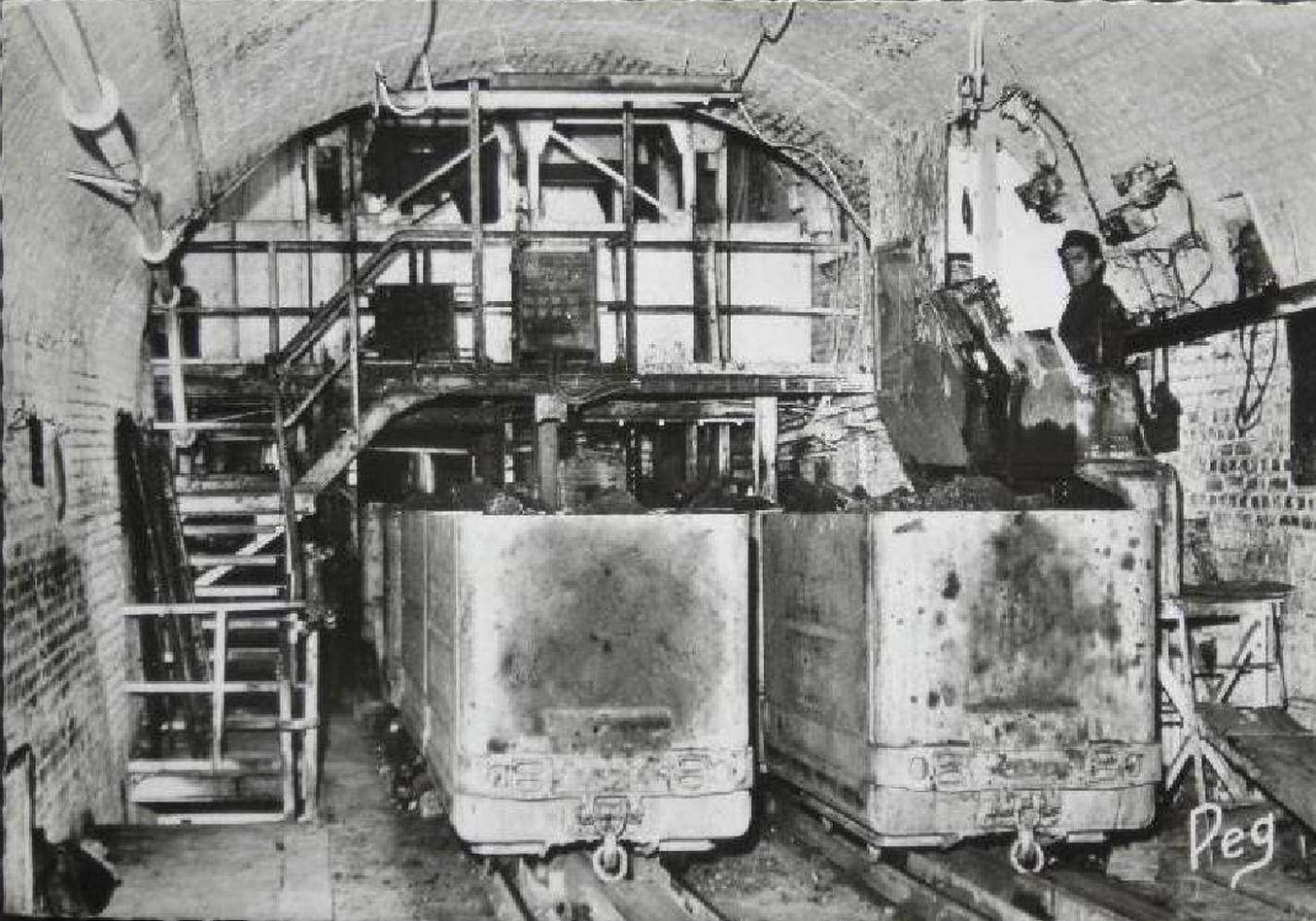
L'accrochage au début du XXe siècle dans une fosse de la Compagnie des mines d'Ostricourt.

Dans le bassin minier du Nord-Pas-de-Calais, l'accrochage ou recette du fond est l'endroit dans le puits où débouchent les bowettes. Il s'agit aussi de toutes les installations permettant de faire remonter la houille à la surface. Une fosse assez importante possède plusieurs étages de recettes, ou accrochages. Une avaleresse n'ayant pas permis l'exploitation, il n'y a donc pas vraiment d'étage de recette, sauf si ce dernier a été aménagé en prévision d'une extraction.